# Akizuki Tanezane
Akizuki Tanezane (秋月 種実?; 1548 – 16 novembre 1596) è stato un samurai e daimyō giapponese del periodo Sengoku, appartenente al clan Akizuki.

## Biografia
Tanezane era il secondo figlio di Akizuki Fumatane, che fu ucciso mentre combatteva contro il clan Ōtomo nel 1557 (assieme al fratello maggiore di Tanezane, Harutane). A quel tempo i servitori degli Akizuki avevano portato in salvo Tanezane nel dominio dei Mōri. Nel 1559 fu ristabilito nel castello di Koshosan da Mōri Motonari ma fu costretto a sottomettersi agli Ōtomo, che all'epoca erano all'apice del loro potere. Quando gli Ōtomo subirono la loro definitiva sconfitta nella battaglia di Mimigawa nel 1569, Tanezane si ribellò e si rese indipendente. Assieme al clan Shimazu iniziò a espandersi nelle terre degli Ōtomo e nel 1586 prendendo parte prima all'assedio di Iwaya e poi al castello di Tachibana. Ma Tachibana Muneshige chiese l'aiuto di Toyotomi Hideyoshi che iniziò l'invasione di Kyūshū nel 1587. 
Tanezane, assieme al figlio Tanenaga dovette arrendersi ma fu graziato. Inoltre Hideyoshi gli assegnò il dominio di Takanabe nella provincia di Hyūga, del valore di circa 20.000 koku (1590). Aveva tuttavia già preso la tonsura e lasciò il governo del feudo al figlio. 
Morì nel 1596.